# Rejon manewrowy
Rejon manewrowy (rejon pracy manewrowej) – część stacji stanowiąca samodzielny zespół torów i urządzeń do wykonywania pracy manewrowej przez jednego kierownika manewrów przy użyciu jednego pojazdu trakcyjnego (lokomotywy manewrowej).
Dla sprawnego i bezpiecznego prowadzenia pracy manewrowej stacja podzielona jest na rejony i okręgi manewrowe. Dwa lub więcej rejonów manewrowych stanowią okręg manewrowy. Rejon manewrowy z górką rozrządową nazywa się rejonem rozrządzania, a jeżeli na górce rozrządowej pracuje więcej niż jeden pojazd trakcyjny (lokomotywa manewrowa) – okręgiem rozrządzania. Rejon manewrowy, do którego zasadniczych zadań należy zestawianie pociągów nazywa się rejonem zestawiania.